# 조르주 바니에
조르주 바니에르(프랑스어: Georges Vanier, 1888년 4월 23일~1967년 3월 5일)는 캐나다의 제19대 총독이다.

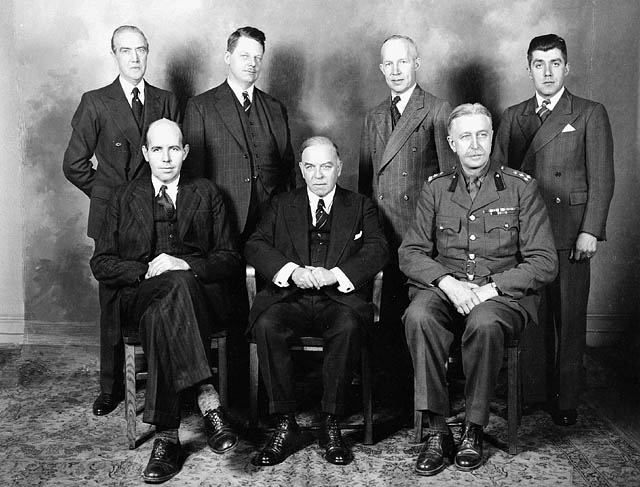
조르주 바니에르는 맨 오른쪽에 앉아 있다.